# 岳九逵
岳九逵（1557年—？），字季達，號雲程，河南衛輝府獲嘉縣人，民籍，明朝政治人物。同進士出身。

## 生平
萬曆十三年（1585年）乙酉科河南乡试第六十一名舉人。萬曆十四年（1586年）聯捷丙戌科会试一百五十三名，三甲第一百九十七名進士。兵部观政，本年九月告病。十五年八月授山东東阿縣知縣，二十年正月調簡，萬曆二十四年（1596年）補任永清縣知縣。以考察改降蘇州府儒學教授，二十七年升國子監博士，三十年升刑部主事，三十二年升员外郎，三十三年京察。

## 家族
曾祖父岳禮，曾任縣丞；祖父岳山，曾任生員；父親岳正，曾任壽官。母方氏。慈侍下。兄九道（吏目）、九通（歲贡）。